# Марія Августа Ангальтська
Марія Августа Ангальтська (нім. Marie Auguste von Anhalt), повне ім'я Марія Августа Антуанетта Фредеріка Александра Хільда Луїза Ангальтська (нім. Marie Auguste Antoinette Friederike Alexandra Hilda Luise von Anhalt, 10 червня 1898 — 22 травня 1983) — принцеса Ангальтська з династії Асканіїв, донька герцога Ангальту Едуарда та принцеси Саксен-Альтенбургу Луїзи Шарлотти, дружина прусського принца Йоакіма, а після його смерті — барона Йоганна Міхаеля фон Лоена.

## Біографія
Марія Августа народилась 10 червня 1898 року в Балленштедті. Вона була третьою дитиною та другою донькою в родина принца Ангальту Едуарда та його дружини Луїзи Шарлотти Саксен-Альтенбурзької. Мала старшого брата Леопольда Фрідріха, який за півроку помер. Старша сестра пішла з життя ще до її народження. Згодом у дівчинки з'явилося троє молодших братів. Герцогством в цей час правив їхній дід Фрідріх I.
У 1904 році її батько став спадкоємним принцом Ангальту.

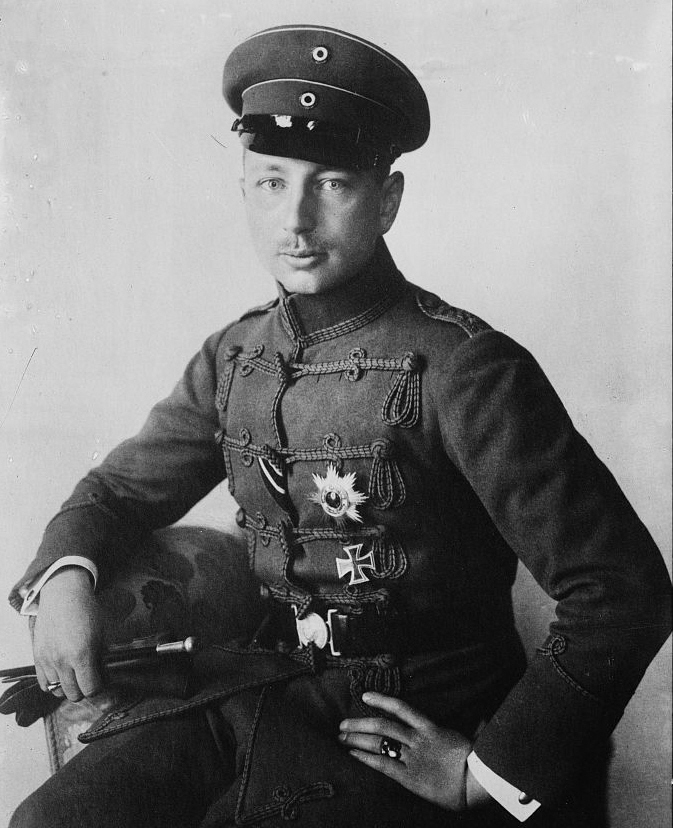
Йоакім Прусський

14 жовтня 1915 року відбулися заручини Марії Августи із прусським принцом Йоахімом, молодшим сином кайзера Вільгельма II та імператриці Августи Вікторії. У 17-річному віці принцеса була видана заміж за 25-річного принца Йоахіма. Весілля відбулося 11 березня 1916 року у палаці Бельвю в Берліні. Вінчання пройшло за лютеранським звичаєм. У подружжя народився єдиний син Карл Франц (1916—1975), який був тричі одруженим, мав п'ятеро дітей.
Шлюб не був щасливим. Марія Августа наполягала на розлученні.
У 1918 році на кілька місяців правителем Ангальту став батько Марії Августи, а після його смерті престол посів її неповнолітній брат Йоахім Ернст.
Після повалення монархії Йоакім так і не зміг призвичаїтися до свого нового становища. До того ж на початку 1920 року Марія Августа офіційно подала на розлучення. 17 липня принц здійснив спробу самогубства і помер від поранень наступного дня. Після його смерті Карла Франца було передано на виховання дядьку Ейтелю Фрідріху. Втім, невдовзі ця дія була оголошена незаконною, і вже наступного року принцесі повернули повну опіку над сином. У 1922 році подала позов до суду щодо колишнього свекора, аби отримувати фінансове забезпечення, прописане в її шлюбному контракті. Адвокат Вільгельма стверджував, що закони дому Гогенцоллернів більше не діють, як і їхні зобов'язання. Однак, позов був задоволений.
У 28-річному віці Марія Августа взяла другий шлюб із 24-річним бароном Йоганнесом-Міхаелем фон Лоеном, давнім другом дитинства. Весілля відбулося 27 вересня 1926 року в Шонебурзі, районі Берліна. Дітей у подружжя не було. Союз завершився розлученням 18 квітня 1935 року.
Наприкінці життя, після смерті сина, принцеса опинилася в скрутному матеріальному становищі. Як вихід, вона почала всиновлювати дорослих людей, надаючи їм свій титул в обмін на гроші. Всього нею було всиновлено близько 35 осіб. Найвідомішим із них став Ганс Роберт Ліхтенберг, всиновлений принцесою у 1980 році та змінивший ім'я на Фрідріх, принц Ангальтський. Фактично, звертання принц є частиною прізвища, а не титулом. Надалі Фрідріх виплачував Марії Августі щомісячну пенсію в еквіваленті 1000 євро.
Принцеса померла у Ессені 22 травня 1983 року. Була похована на місцевому Південно-західному цвинтарі.